# Electrodos serigrafiados
Los electrodos serigrafiados (SPEs) son dispositivos de medida electroquímica que se fabrican imprimiendo distintos tipos de tintas sobre sustratos de plástico o cerámica, permitiendo la realización de análisis rápidos in-situ con una elevada reproducibilidad, sensibilidad y precisión.La composición de las diversas tintas (carbono, plata, oro, platino) empleadas en la fabricación del electrodo determina la selectividad y sensibilidad del mismo, permitiendo al analista diseñar el dispositivo óptimo acorde a su finalidad.
La evolución de este tipo de celdas electroquímicas surge de la necesidad de reducir el tamaño de los dispositivos, que conlleva una disminución en el volumen de muestra requerido en cada experimento. Además, el desarrollo de los SPEs ha permitido aminorar los costes de producción hasta un valor muy reducido.
Una de sus principales ventajas se basa en la posibilidad de modificar los electrodos serigrafiados, variando la composición de sus tintas mediante la adición de distintos metales, enzimas, agentes complejantes, polímeros, etc; resultando muy útiles para la elaboración de multitud de análisis electroquímicos.

## Descripción
La serigrafía es uno de los modos más antiguos de reproducción. Los electrodos serigrafiados (SPEs) se presentan como un único dispositivo en el que se encuentran tres electrodos distintos:
- Electrodo de trabajo. Su respuesta es sensible a la concentración de analito.

- Electrodo de referencia. Permite aplicar un potencial conocido con exactitud, que es independiente a la concentración del analito y de otros iones. Su potencial es constante, y respecto a este se mide el potencial del electrodo de trabajo.

- Electrodo auxiliar o contraelectodo. Es el electrodo que completa el circuito de la celda de tres electrodos, ya que permite el paso de corriente. Permite realizar análisis de procesos en los que se produce una transferencia electrónica.

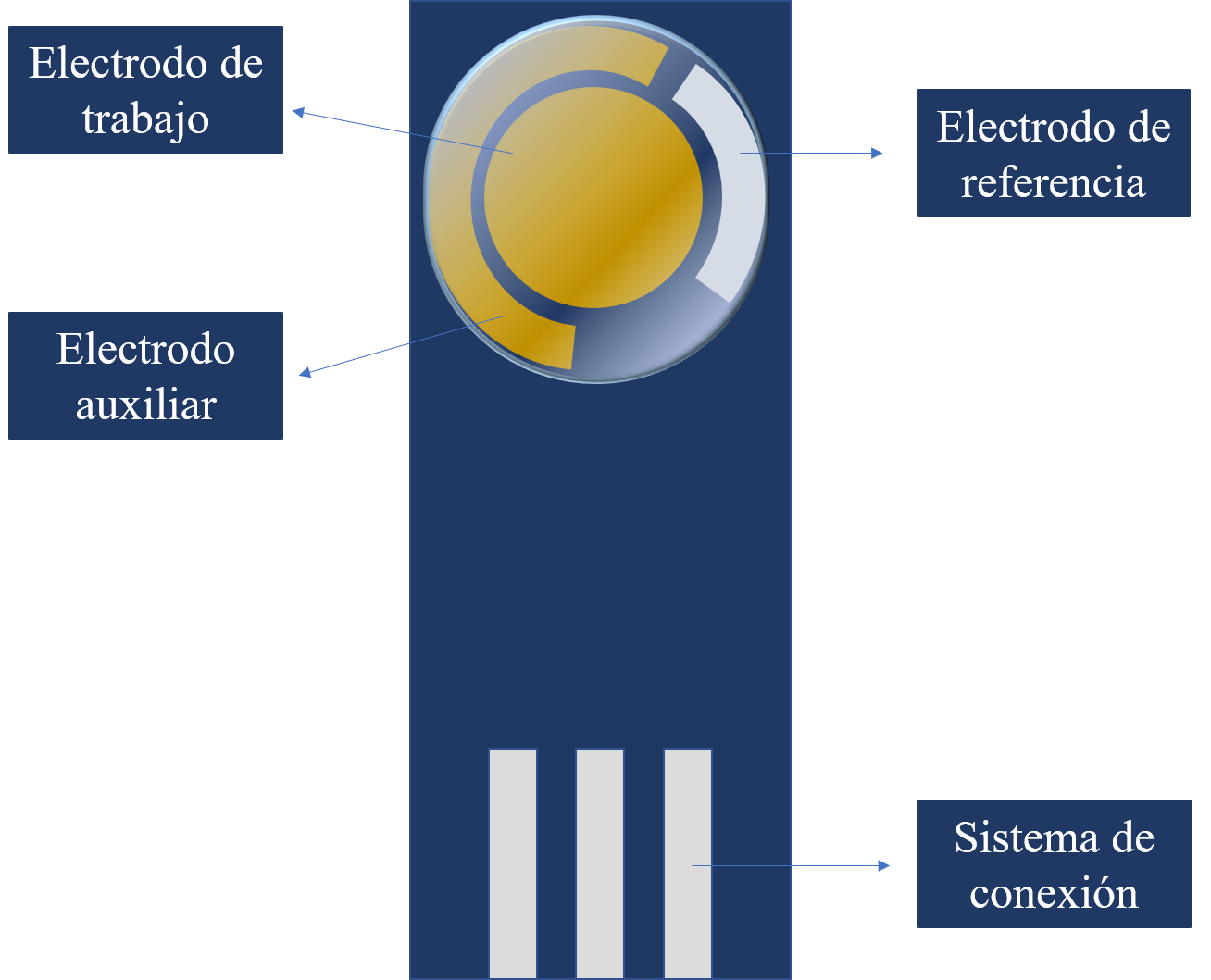
Electrodo serigrafiado con el sistema de tres electrodos, electrodo de referencia (RE), electrodo de trabajo (WE) y electrodo auxiliar o contraelectrodo (AE)

Los tres electrodos pueden imprimirse en diferentes tipos de sustratos (plásticos o cerámicos) y pueden ser fabricados con gran variedad de tintas. Las tintas más habituales son las compuestas por plata y carbono, no obstante, pueden estar basadas en otros metales como platino, oro, paladio o cobre y se pueden modificar con enzimas, nanopartículas metálicas, nanotubos de carbono, polímeros o agentes complejantes. La composición de la tinta de los electrodos se elige en función de la aplicación final y de la selectividad y la sensibilidad requerida para el análisis. Un factor clave que distingue los electrodos es el método de depósito de película, es decir, la serigrafía.
El proceso de fabricación de electrodos implica un depósito secuencial de diversas capas de tintas conductoras y/o aislantes sobre los sustratos de interés. El proceso consta de diversas etapas:
- Depósito de películas habitualmente sobre plástico o cerámica.

- Secado de las películas impresas, eliminando de este modo los posibles disolventes orgánicos necesarios para producir una adecuada adherencia. El secado puede realizarse en un horno a temperaturas entre 300 y 1200 °C, o en tinta curada en frío con un posterior proceso de fotocurado mediante luz ultravioleta.

- Se puede repetir el proceso si se requieren estructuras complejas utilizando el material adecuado para el diseño específico.

Por otro lado, como se ha mencionado anteriormente, las tintas más empleadas son la de plata y la de carbono, por lo que cabe destacar sus características de impresión y fabricación:
- Tinta de plata. Esta tinta ejerce de conductor, mientras que los electrodos de trabajo se imprimen principalmente con tintas de grafito, aunque también se utilizan tintas a base de oro, platino y plata. Algunos componentes de las tintas inducen a posibles diferencias perceptibles en la detección y el análisis.[7]

- Tinta de carbono. La composición de los electrodos suele ser información confidencial de la empresa fabricante, no obstante, hay elementos clave para la composición de los mismos como son los aglutinantes, utilizados para mejorar la afinidad del sustrato y la tinta, y disolventes empleados para mejorar la viscosidad de cara al proceso de impresión.[7] El tipo, el tamaño o carga de las partículas de grafito y las condiciones de impresión y secado pueden afectar fuertemente a la transferencia de electrones y al rendimiento analítico de los sensores de carbono.[2]

- Tinta de oro. La tinta de oro actualmente genera mayor interés debido a la formación de monocapas autoensambladas (SAM) por medio de los fuertes enlaces Au-S. La tinta de oro tiene un menor uso debido a su elevado coste. Los electrodos de oro serigrafiados se suelen emplear en biosensores electroquímicos, incluidos los enzimáticos, inmunológicos o genosensores.[2]

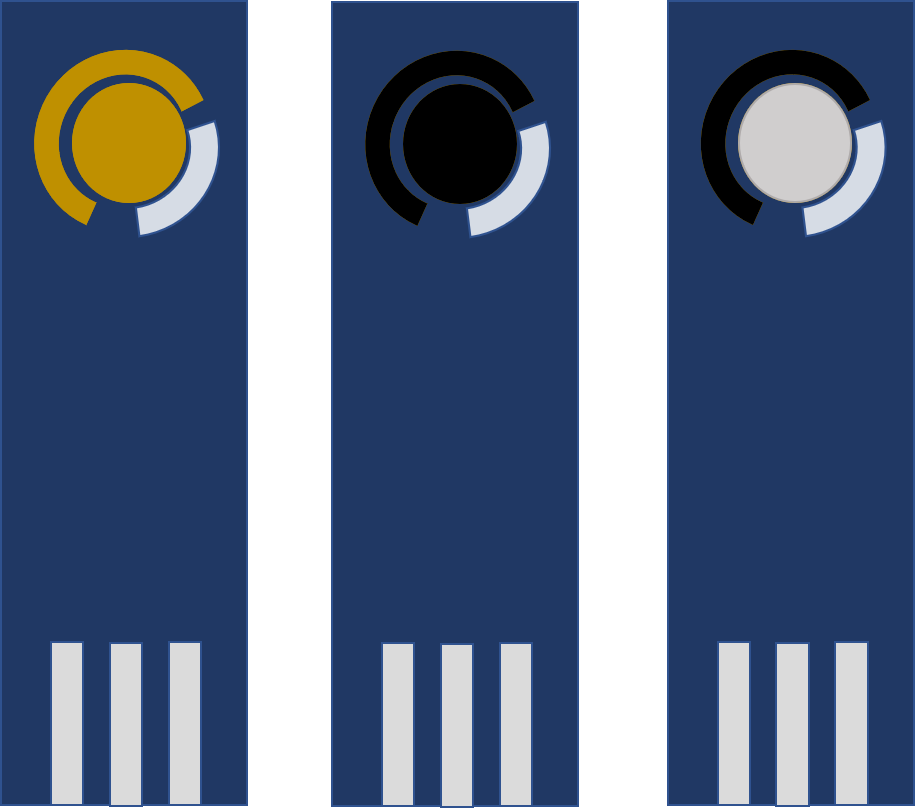
Electrodos serigrafiados con tinta de oro, carbono y plata respectivamente

## Ventajas y aplicaciones
Los electrodos serigrafiados poseen muchas ventajas como son el bajo coste, la flexibilidad de sus diseños, la buena reproducibilidad del proceso y de los electrodos obtenidos, la posibilidad de fabricarlos con distintos materiales y la amplia capacidad de modificación de la superficie de trabajo. Otra de las ventajas es la posibilidad de conexión a una instrumentación portátil permitiendo la determinación in-situ de analitos específicos. Además, con los electrodos serigrafiados se consigue evitar los tediosos procesos de limpieza.
Todo ello permite que se emplee en el ámbito electroanalítico o catalítico. En la actualidad, se utilizan en gran medida como soporte para producir biosensores electroquímicos portátiles a la hora de realizar análisis ambientales. Algunas aplicaciones son:
- Compuestos fenólicos: su rápida detección a partir de biosensores electroquímicos basados en SPE es un desafío debido a que penetran fácilmente en las plantas, animales y humanos a través de sus membranas y pieles, produciendo efectos secundarios tóxicos.

- Nitrito y fosfato: su detección a niveles bajos es de gran importancia debido a su toxicidad. Se han diseñado SPEs capaces de detectar nitrito y fosfato. Los microelectrodos combinados con la tecnología de serigrafía se han utilizado para fabricar sensores sensibles al nitrito.

- Pesticidas: los pesticidas organofosforados son perjudiciales para los humanos y animales ya que inhiben la actividad de muchas enzimas. Han surgido biosensores de inhibición basados en SPEs.

- Herbicidas: el agua potable es contaminado debido al uso creciente de herbicidas. Para lograr una detección selectiva, el método más común es el inmunoensayo que, combinado con SPEs, se detecta directamente evitando la limpieza y reutilización de componentes activos.

- Detección de metales pesados: se precisan dispositivos simples y económicos para la detección in-situ de los metales pesados, debido a su alta toxicidad incluso a bajas concentraciones. Los iones metálicos tóxicos más comunes son: Pb (II) y Hg (II)

1. Pb (II): los sensores para la detección de plomo generalmente se modifican con ciertos materiales (carbono, bismuto u oro entre otros) para incrementar la sensibilidad. Para mejorar su detección, estos modificadores se fijan a la superficie de las SPEs. El más empleado es el bismuto debido a su buen rendimiento y su mejora de sensibilidad, alcanzando el nivel de partes por billón (ppb).
2. Hg (II): el mercurio es el contaminante más problemático. Generalmente, se emplean los electrodos de oro para su detección debido a que poseen alta afinidad. Sin embargo, el empleo de electrodos de oro produce cambios estructurales en la superficie debido a la formación de amalgamas. Por ello, se emplea mucho tiempo en el tratamiento de limpieza para lograr obtener reproducibilidad. En cambio, los electrodos de oro serigrafiados comercialmente logran que las mediciones de mercurio en agua sean más simples debido a que no es necesario realizar la preparación del electrodo.

- Generación de sustratos SERS. Durante los últimos años los SPE han sido utilizados para generar in-situ sustratos SERS con fines analíticos.[9]

Por otra parte, un buen proceso de fabricación es muy importante para evitar bajas reproducibilidades, para favorecer aglutinantes minerales o polímeros aislantes que logren una buena resistencia de los SPE, y para usar tintas que no afecten significativamente a la cinética de las reacciones que tienen lugar. En la fabricación, se utilizan tratamientos sobre las superficies con el objetivo de eliminar contaminantes orgánicos de la tinta. De este modo, se logra mejorar sus propiedades electroquímicas ya que se incrementa la rugosidad de la superficie.